# Anaglyptus matsushitai
Anaglyptus matsushitai là một loài bọ cánh cứng trong họ Cerambycidae.